# Raynham Hall
Raynham Hall é um solar em Norfolk, Inglaterra. Há quase 400 anos que é a sede da família Townshend. O solar deu o seu nome às cinco aldeias da propriedade, conhecidas como The Raynhams, e é reportado como sendo assombrado, proporcionando o cenário para possivelmente a mais famosa fotografia de fantasmas de todos os tempos, a famosa Brown Lady a descer a escadaria. Contudo, o fantasma tem sido alegadamente visto raramente desde que a fotografia foi tirada. O seu residente mais famoso foi Charles Townshend, 2.º Visconde Townshend (1674–1738), líder na Câmara dos Lordes.

## Arquitetura
Raynham Hall é uma das mais esplêndidas das grandes casas de Norfolk. Após um falso começo em 1619 e a acumulação no local de uma grande quantidade de pedra de Ketton em 1621, foi recomeçada em 1622, e por altura da morte de Sir Roger Townshend em 1637 estava substancialmente concluída, embora aparentemente alguns quartos não tivessem sido equipados, pois quando o arquiteto Sir Roger Pratt a viu alguns anos após a morte de Townshend, recordou mais tarde:
Pouco depois de ter sido construída... estive algum tempo nela, quando ainda não tinha qualquer ornamento... Havia algo de divino na simetria das proporções de comprimento, altura e largura que era harmonioso para a alma racional.
Quer Raynham Hall tenha sido ou não "a primeira do seu género em Inglaterra", como afirmou o genealogista G. E. Cokayne,, foi certamente "uma das mais notáveis casas de campo do período". Talvez devido ao grande tour de três anos pela Europa que Sir Roger empreendeu, acompanhado pelo seu pedreiro, William Edge de Raynham, a quem pagou em 1620 por vinte e oito semanas a acompanhá-lo "em Inglaterra e fora de Inglaterra", Raynham foi construída num estilo inteiramente novo, abandonando a tradição nativa e seguindo a forma e o plano italianos. Exceto pelo seu telhado de mansarda e frontões holandeses, Raynham poderia facilmente ser confundida com uma casa construída quase um século depois.
As indicações de que Raynham pode ter sido influenciada por Inigo Jones substituíram atribuições otimistas anteriores ao próprio Jones: Sir John Summerson resumiu a sua visão do seu projeto: "Não sabemos quem a projetou, mas podemos inferir que Townshend teve a assistência de alguém que tinha trabalhado na proximidade de Inigo Jones, possivelmente em Newmarket." Nicholas Cooper considera-a "uma mistura de elementos modernos, em grande parte jonesianos e derivados de Londres e provavelmente também do Pavilhão do Príncipe em Newmarket", Howard Colvin considera Raynham "um notável epítome de motivos que aparecem nos desenhos anteriores de Jones... um reflexo inteligente do seu estilo em vez de uma obra pessoal".

## Lenda
Em 1713, Charles Townshend, 2.º Visconde Townshend, casou-se com a mais bela irmã de Robert Walpole, Dorothy. Ela era a sua segunda esposa, e é reputada nas fofocas da época por ter sido anteriormente amante de Lord Wharton, "cujo caráter era tão infame, e a subserviência complacente da sua senhora tão notória, que nenhuma jovem podia estar vinte e quatro horas sob o seu teto sem perigo para a sua reputação". Lady Townshend foi sepultada em 1726. Walpole era vizinho de Townshend em Norfolk, bem como seu cunhado, mas a rivalidade política e pessoal entre eles foi exacerbada pela construção de Houghton Hall por Walpole. Como Lorde Hervey observou, "Lorde Townshend considerava a sua própria sede em Raynham como a metrópole de Norfolk, e considerava cada pedra que aumentava o esplendor de Houghton como uma diminuição da grandeza de Raynham."

## Adições de William Kent
Extensões e interiores posteriores foram projetados para o 2.º Visconde Townshend por William Kent, que aproximou os detalhes da sua fachada na Frontal Norte do estilo de Inigo Jones, cujo estilo formou o padrão para o Palladianismo na Grã-Bretanha. Trabalhando em Raynham de 1725 a 1732, Kent adicionou a ala norte a Raynham e decorou o interior, onde grande parte da melhor obra de Kent pode ser vista, especialmente nas lareiras arquitetónicas elaboradamente esculpidas, os portais arquitetónicos e a escadaria pintada imitando nichos e esculturas em trompe-l'œil e o teto pintado imitando mosaico na Sala 'Belisarius'. O impressionante e belo teto do Salão de Mármore (concluído em 1730) com o seu motivo do brasão de Lorde Townshend foi por vezes atribuído no século XIX ao próprio Inigo Jones. Na Sala de Jantar de Estado, Kent introduziu um biombo à maneira de um arco triunfal romano que particularmente irritou Lorde Oxford, que o viu em 1732: "o Arco de Severo, certamente uma coisa muito absurda para introduzir um edifício numa sala, que foi projetada para estar numa rua."

### Pinturas
Apesar de uma série de vendas no século XX, muitos retratos finos ainda adornam os esplêndidos quartos de Kent em Raynham. Pendurado ao lado da sua encantadora lareira de mármore preto e branco no Quarto da Princesa está uma pintura que se acredita ser um esboço preliminar para o famoso retrato de van Dyck "Filhos de Carlos I". Até 1904, havia muito mais pinturas em Raynham, incluindo vários retratos de família finos de Kneller e Reynolds. A mais famosa e valiosa era "Belisário" de Salvator Rosa, que foi oferecida ao 2.º Visconde Townshend pelo Rei Frederico Guilherme I da Prússia. Esta foi avaliada em £5.000 em 1804, mas foi alienada cem anos depois por £273.
Charles Townshend, 8.º Marquês Townshend, é o atual proprietário do Solar.

## Galeria
Galeria de imagens de Raynham Hall apresentadas em In English Homes em Dezembro de 1909:

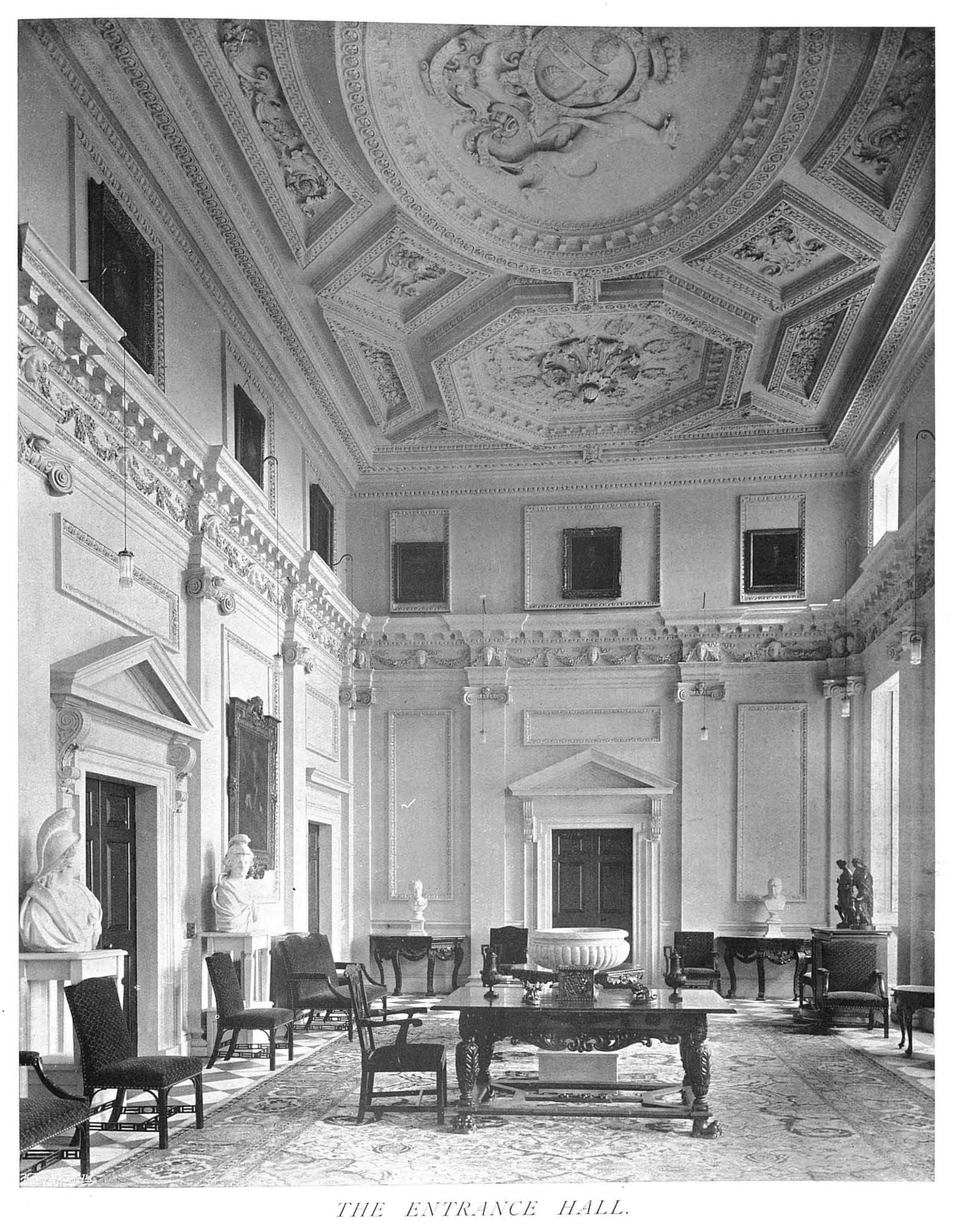
Hall de entrada
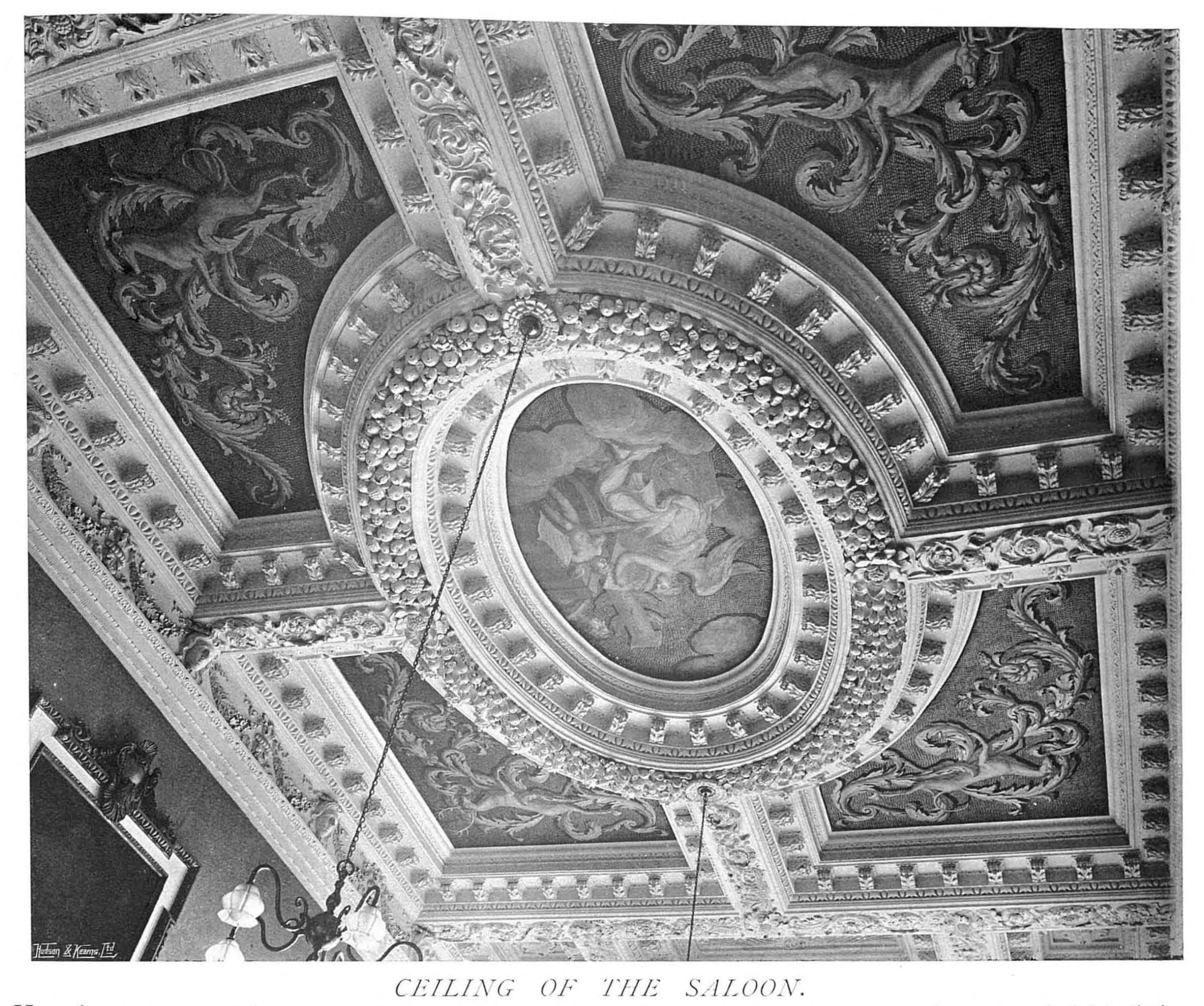
Teto do salão
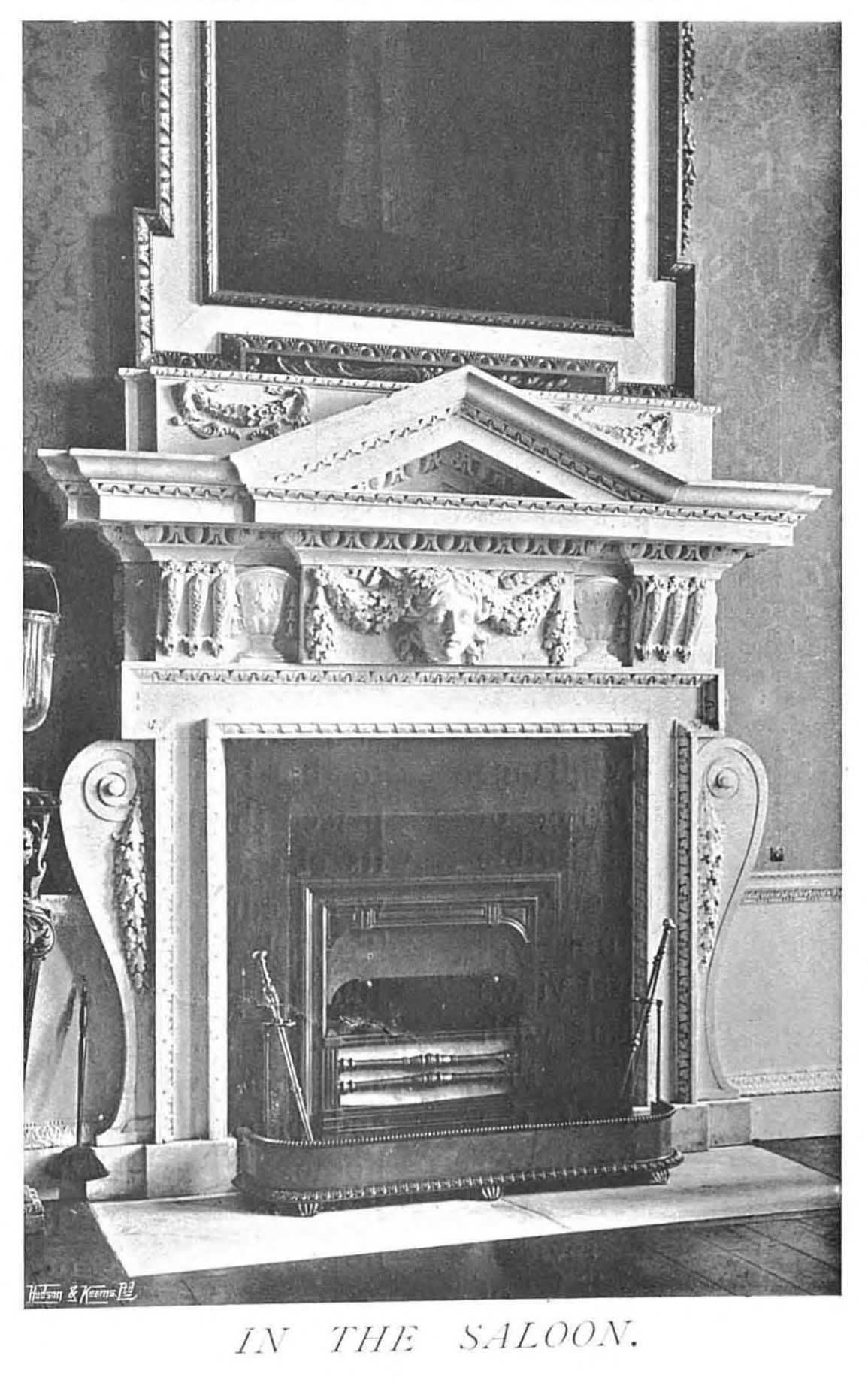
Lareira no salão
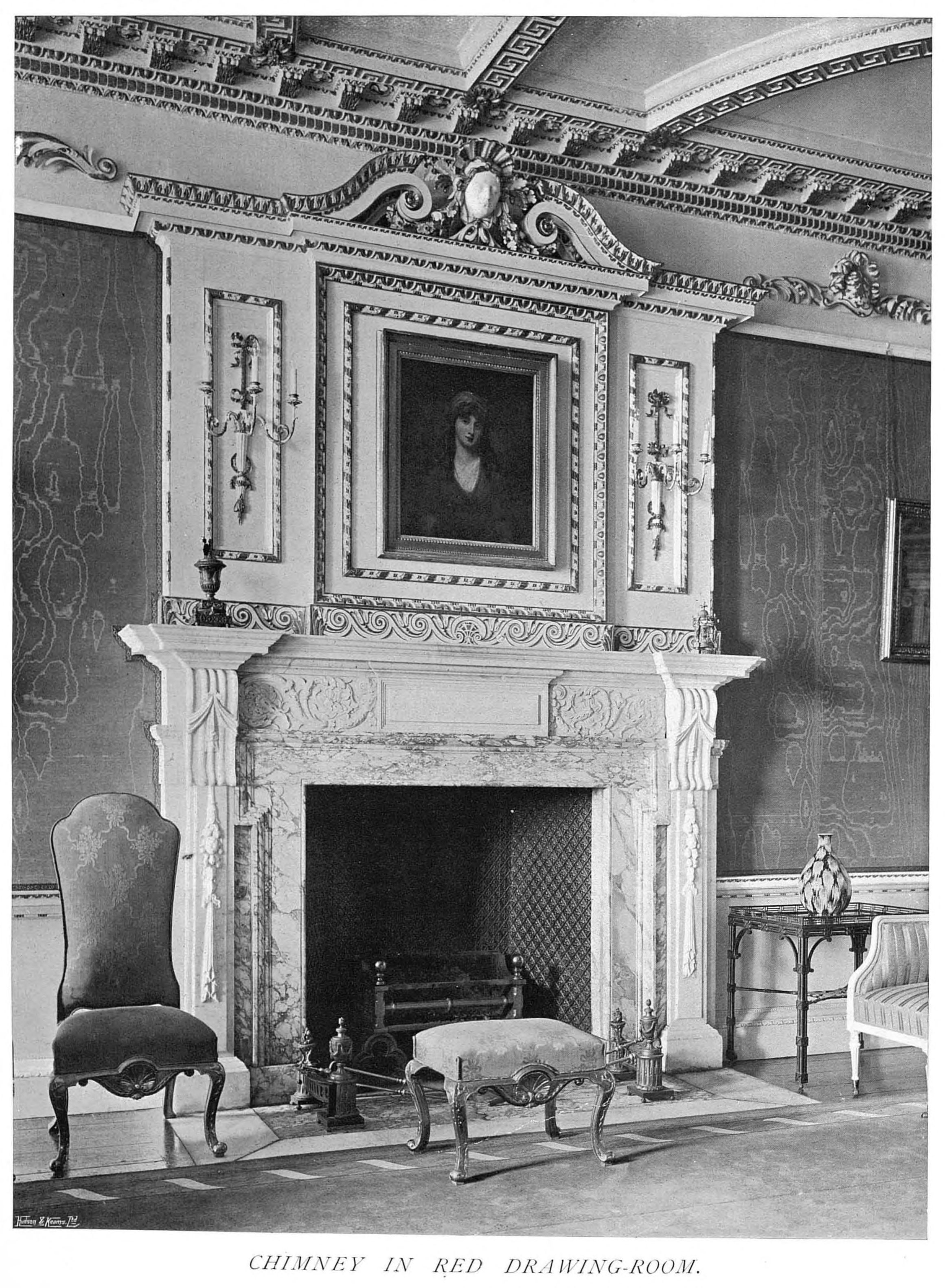
Lareira na sala de estar vermelha
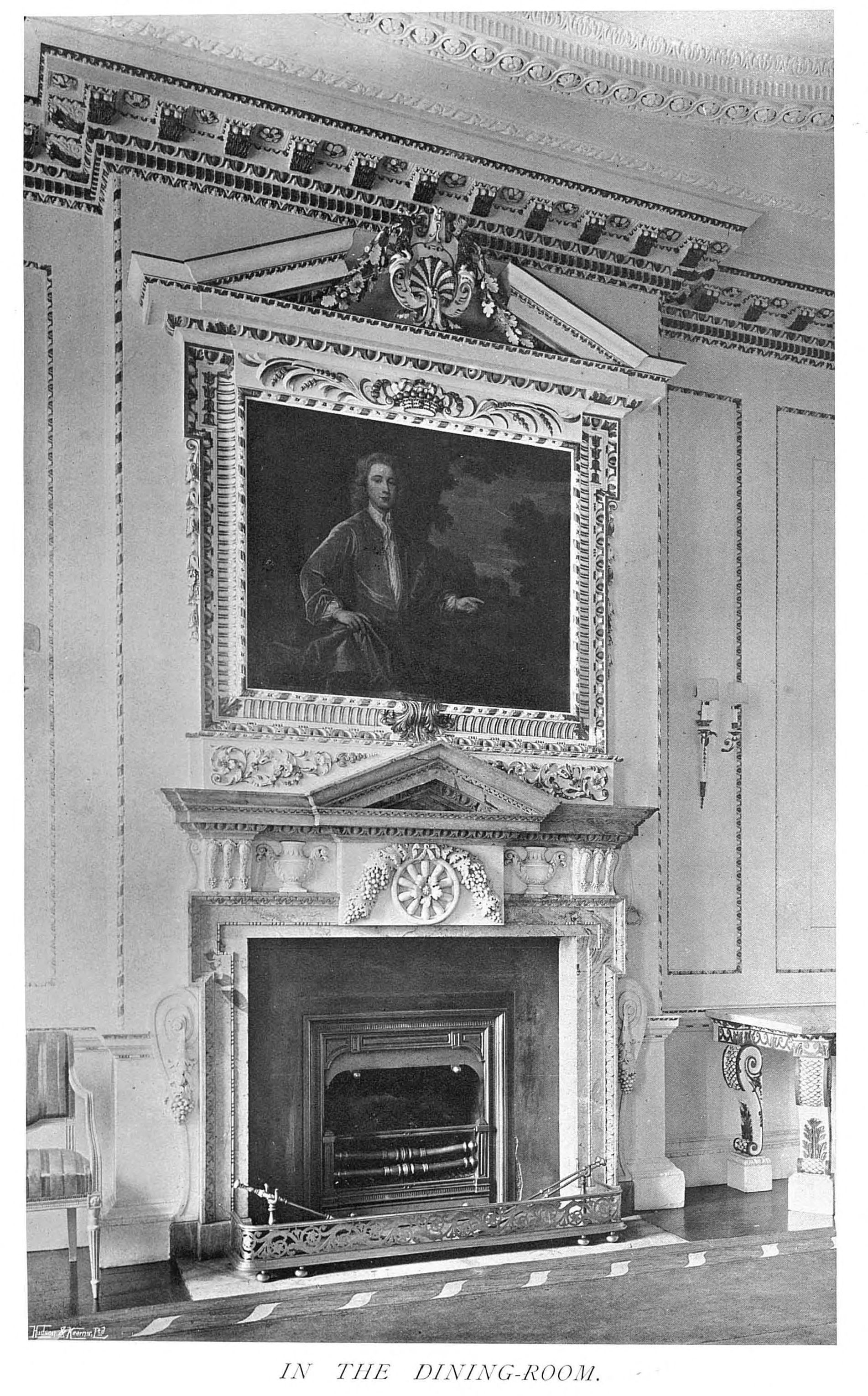
Lareira na sala de jantar
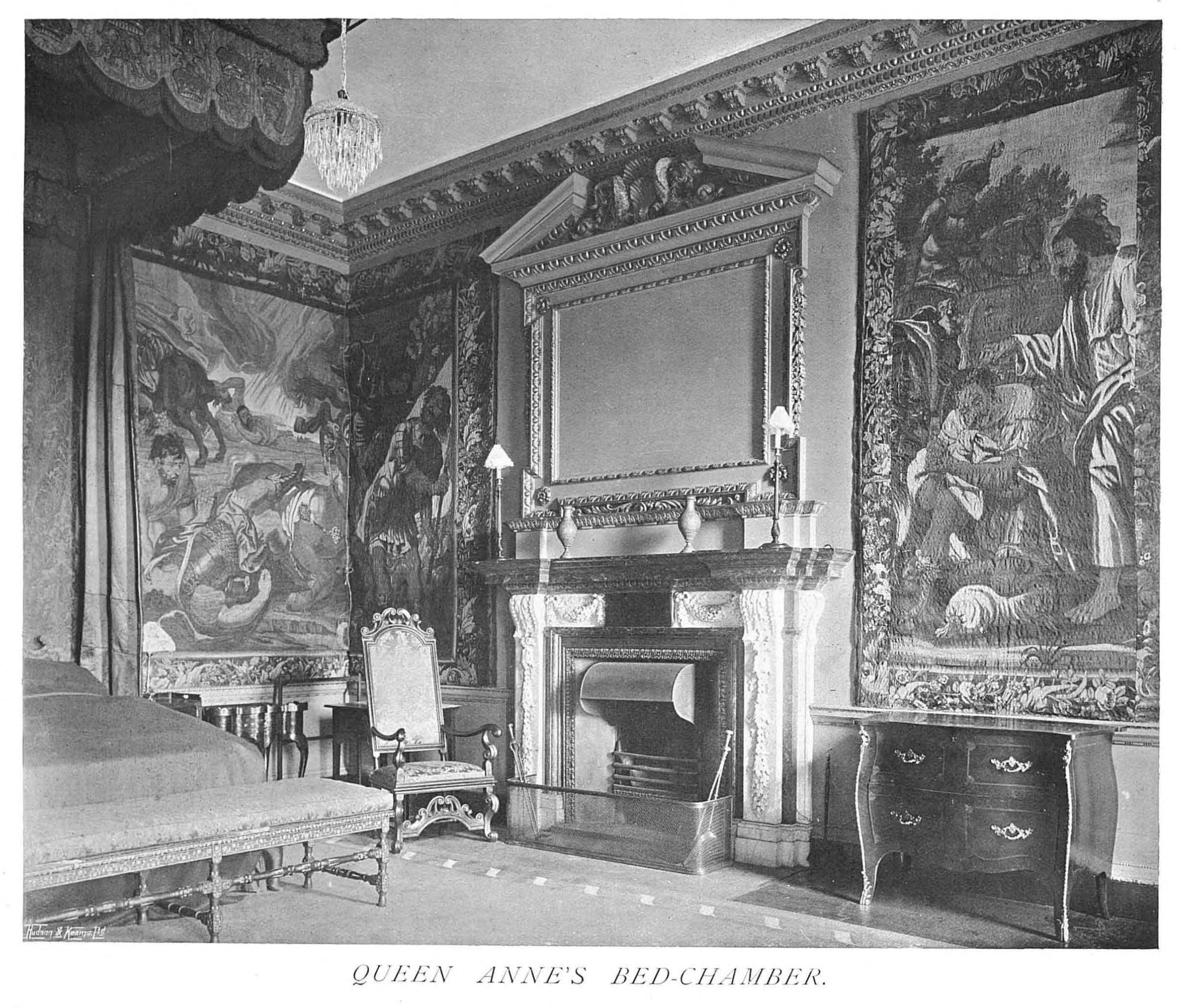
Quarto de Rainha Ana
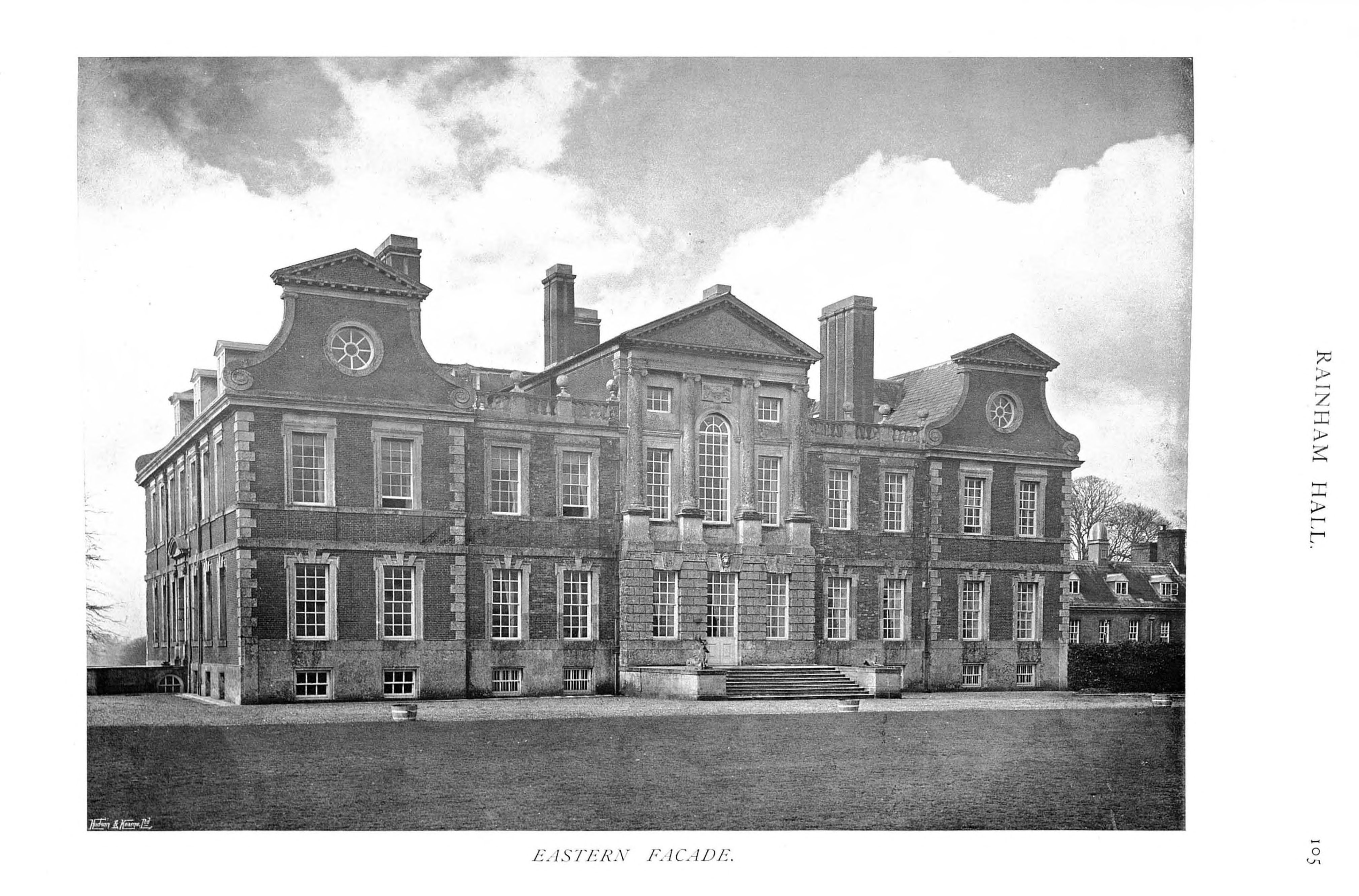
Fachada oriental